# Vanessa carye
Vanessa carye is een vlinder uit de familie Nymphalidae, de vossen, parelmoervlinders en weerschijnvlinders. 

## Verspreiding en leefgebied
Deze soort komt voor in Zuid-Amerika, van de gebergten van Colombia en ten westen van Caracas (Venezuela) door Ecuador, Peru, Bolivia en Chili, zuidelijk Brazilië en Paraguay naar Patagonië in Argentinië. Ze zijn ook te vinden op het Paaseiland en Tuamotu.